# Andrij Bohdan

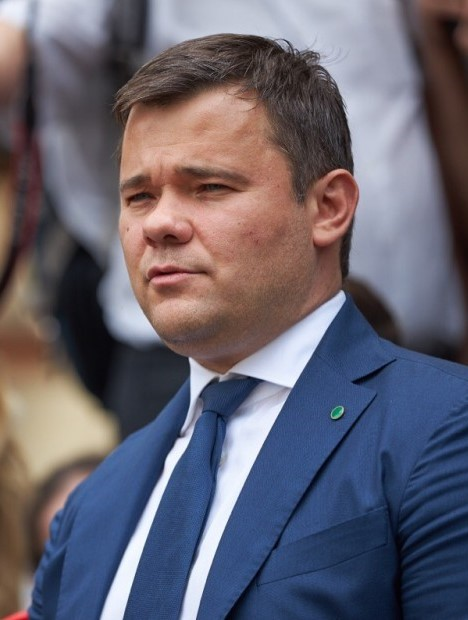
Andrij Bohdan (2019)

Andrij Jossypowytsch Bohdan (ukrainisch Андрій Йосипович Богдан; * 3. Dezember 1976 in Lwiw, Ukrainische SSR) ist ein ukrainischer Jurist und Politiker. Vom 21. Mai 2019 bis zum 11. Februar 2020 war er Leiter der Präsidialverwaltung des ukrainischen Präsidenten und ab Juni 2019 auch Mitglied des Nationalen Sicherheits- und Verteidigungsrat der Ukraine.
Aufgrund seines Einflusses wird er als „Schattenpräsident“ bezeichnet und gilt als „Strippenzieher“ von Wolodymyr Selenskyj und „der zweite Mann nach Selenskyj in der Ukraine“.

## Leben
Andrij Bohdan kam als Sohn von Jossyp Bohdan (ukrainisch Йосип Гнатович Богдан), außerordentlicher Professor der Abteilung für Zivilrecht und Zivilverfahrensrecht der Iwan-Franko-Universität Lwiw in der westukrainischen Stadt Lwiw (Lemberg) zur Welt.
An selbiger Universität absolvierte er 1998 ein Studium der Rechtswissenschaften und 2007 eines der Finanzen. Er ist diplomierter Volkswirt, Finanzfachmann und Rechtsanwalt und hat einen Doktorgrad in Rechtswissenschaften. Von 1998 an war er als Rechtsanwalt im privaten und im öffentlichen Sektor tätig. 2001 wurde er Rechtsanwalt am Handelsgericht Kiew und 2004 wurde er Partner und anschließend geschäftsführender Gesellschafter der Anwaltskanzlei Pukschyn & Partner.
Bei der vorgezogenen Parlamentswahl in der Ukraine 2007 trat Bohdan auf Listenplatz 93 des Blocks Blok Nascha Ukrajina – Narodna samooborona an, errang jedoch kein Mandat. Ab 2008 arbeitete er in leitenden Positionen im ukrainischen Justizministerium und im Ministerkabinett der Ukraine. So war er von Dezember 2007 bis März 2009 Assistent des Abgeordneten der Werchowna Rada Andrij Portnow, zwischen 2007 und 2010 Stellvertreter der Justizministers Mykola Onischtschuk und zwischen dem 17. März 2010 und dem 3. März 2014 in der Regierung von Mykola Asarow stellvertretender Minister des Ministerkabinetts der Ukraine und Regierungskommissar für Antikorruptionspolitik. Nach den Ereignissen des Euromaidan im März 2014 entließ man ihn, woraufhin er wieder als Rechtsanwalt im privaten Sektor arbeitete und Berater des Vorsitzenden der Regionalregierung der Oblast Dnipropetrowsk Ihor Kolomojskyj wurde, der ihn 2015 zu seinem persönlichen Anwalt machte.
Bei der vorgezogenen Parlamentswahl 2014 kandidierte er erneut erfolglos zum Parlamentsabgeordneten, diesmal auf Listenplatz 74 des Block Petro Poroschenko.
2015 war er zudem Strafverteidiger des Oligarchen und Parteivorsitzenden der Ukrainischen Union der Patrioten Hennadij Korban.

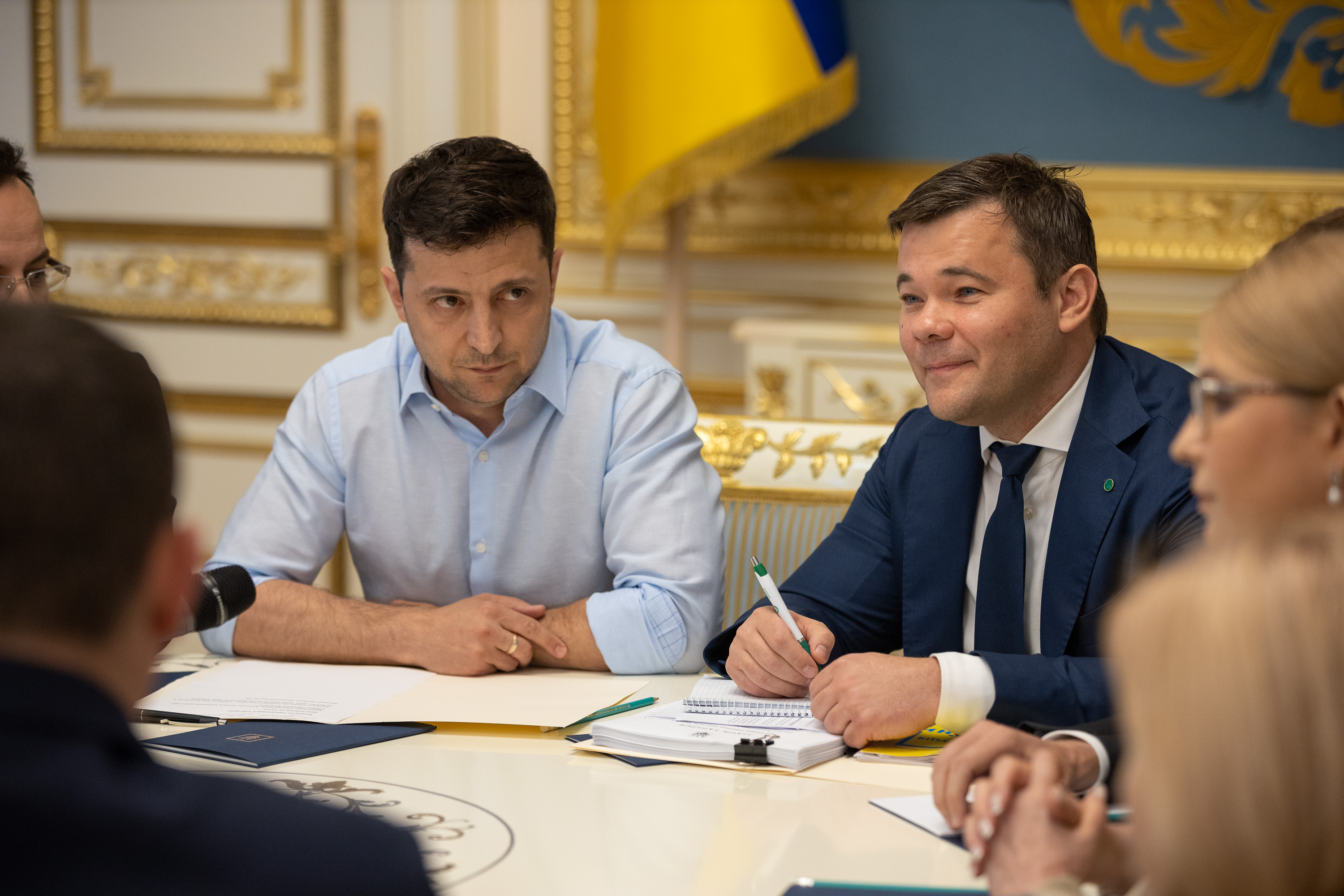
Wolodymyr Selenskijy und Andrij Bohdan im Mai 2019

Während des Präsidentenwahlkampfes 2019 war Bohdan als juristischer Berater des Präsidentschaftskandidaten Wolodymyr Selenskyj tätig. Nachdem dieser die Wahl gewonnen hatte, wurde er am 21. Mai 2019 per Dekret des Präsidenten der Ukraine zum Leiter der Präsidialverwaltung und am 25. Juni 2019 zum Leiter des Büros des Präsidenten der Ukraine ernannt. Ab dem 31. Mai 2019 war er auch Mitglied des Nationalen Sicherheits- und Verteidigungsrat der Ukraine. Am 11. Februar 2020 wurde er auf seinem Posten in der Präsidialverwaltung von Andrij Jermak abgelöst.

## Kontroversen

### Lustration
Da er bereits in der Regierung unter Mykola Asarow tätig war, fällt er unter das Lustrationsgesetz der Ukraine vom Oktober 2014, das die Einstellung politisch belasteter Staatsbediensteter im Staatsdienst für einen Zeitraum von zehn Jahren verbietet, weshalb seit dem 25. Mai 2019 eine Klage gegen seine Ernennung zum Leiter der Präsidialverwaltung anhängig ist.

### Machtkampf mit Klitschko
Gemäß Vitali Klitschko hat Andrij Bohdan diesen vor die Wahl gestellt, mit wem er zukünftig seine Arbeit als Bürgermeister von Kiew und Leiter der Kiewer Stadtverwaltung zu koordinieren habe: Entweder mit dem Immobilienunternehmer Andrij Wawrysch oder mit dem Medienproduzenten Oleksandr Tkatschenko, erklärte Klitschko auf einer Pressekonferenz am 26. Juli 2019. In einer Pressekonferenz am 30. Juli 2019 behauptete hingegen Bohdan, dass ihm durch einen in der Kiewer Kommunalpolitik tätigen Juristen Schmiergeld in Höhe von 20 Millionen Dollar jährlich angeboten wurde, wenn er sich für den Machterhalt des Kiewer Bürgermeisters Vitali Klitschko einsetze. Bohdan sagte weiterhin, Klitschko würde seine Augen vor Korruption verschließen und die Kontrolle über die Stadt verlieren, woraufhin dieser ihn beim Nationalen Antikorruptionsbüro anzeigte.

## Ehrungen und Auszeichnungen
- 2007 Verdienter Anwalt der Ukraine[4]
- 2010 Kandidat der Rechtswissenschaften[4]
- 2013 Diplom des Ministerkabinetts der Ukraine[4]